# Cablu electric

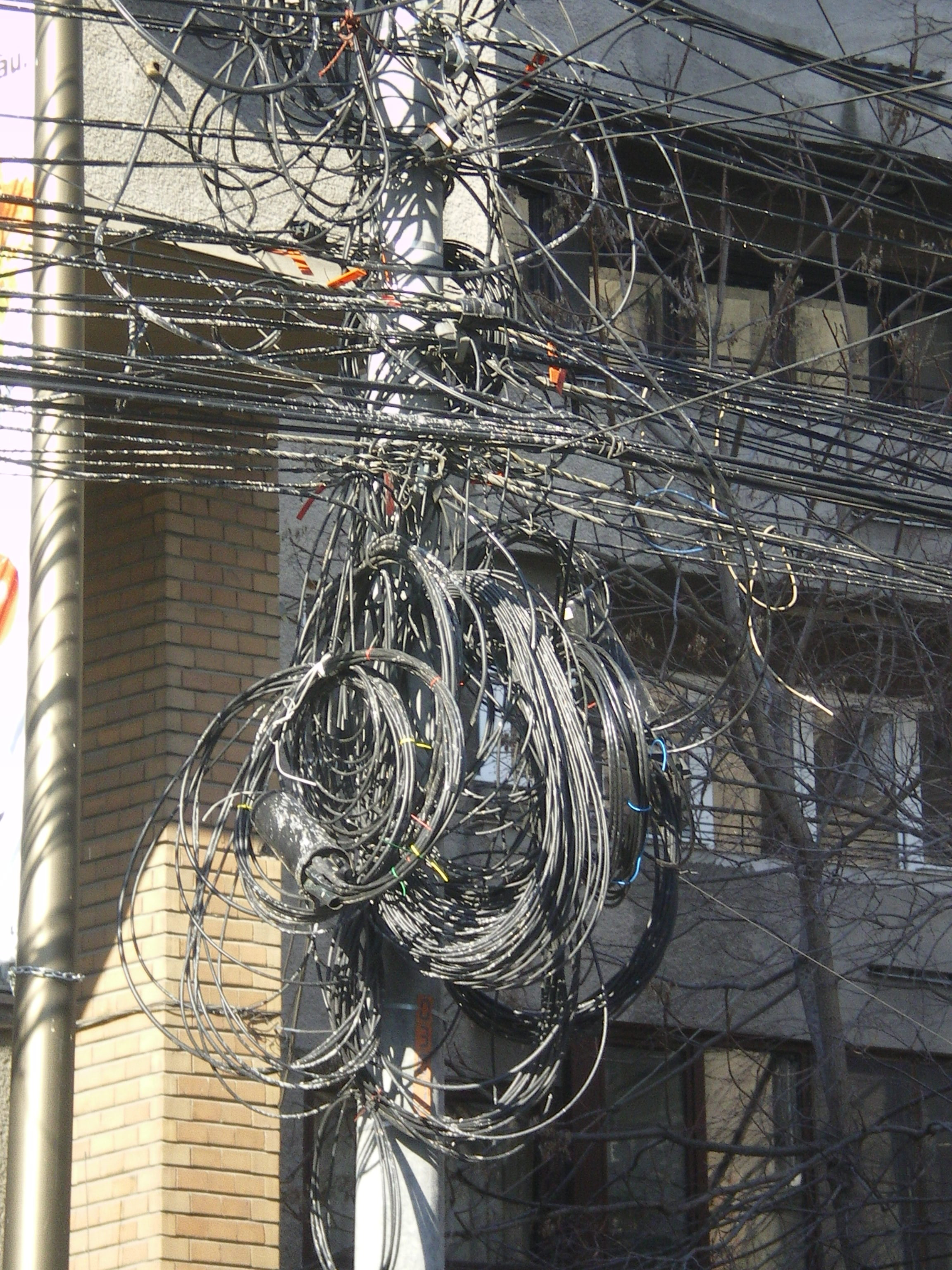
Cabluri de telecomunicaţii pe un stâlp din Bucureşti

Cablu electric este un mănunchi de fire conductoare, izolat sau neizolat, folosit pentru a transmite energie electrică la distanță sau semnale de telefonie fixă. Există și cabluri electrice ce sunt alcătuite din conductori izolați unul față celălalt cuprinși de o manta comună. De asemenea în telecomunicații și televiziune se întrebuințează cabluri speciale pentru transmiterea de informații sau semnale TV, deci cabluri așa-zise „neenergetice”. 
În general, în afară de materiale conductoare, structura cablului electric (izolat) poate cuprinde și materiale electroizolante, materiale de impregnare sau materiale de protecție.

## Materiale conductoare
Cel mai folosit material conductor este cuprul, datorită rezistivității reduse și proprietăților mecanice. Un alt material folosit este aluminiul, care este mai ieftin, însă are proprietăți mecanice mai proaste decât cuprul (supus unei presiuni de contact se deformează în timp) și are ~63% din conductivitatea electrică a cuprului.
Cuprul are cea mai mică rezistivitate electrică după argint. Inițial cuprul prezintă impurități de nichel, zinc, fier sau plumb, însă prin prelucrare electrolitică rezultă o puritate de 99.95%. Cuprul rezultat se numește cupru electrolitic.
Secțiunile standard de conductori electrici sunt: 0,35mm2, 0,5mm2, 0,75mm2, 1mm2, 1,5mm2, 2,5mm2, 4mm2, 6mm2, 10mm2, 16mm2, 25mm2, 35mm2, 50mm2, 70mm2, 95mm2, 120mm2, 150mm2, 185mm2, 240mm2. În S.U.A. se folosesc alte secțiuni standard (vezi tabel cu dimensiuni).

## Materiale electroizolante
Materialele electroizolante se folosesc ca izolanți pentru conductoare sau între conductoare și mantaua cablului. Se folosesc: hârtia electroizolantă cu calități speciale care se trage în benzi, polietilena ca izolație pentru cabluri, policlorura de vinil pentru fabricarea mantalei, polistirenul la cabluri de frecvență înaltă și cabluri coaxiale.

## Materiale de impregnare
Ca material de impregnare se folosește bitumul care se utilizează în amestecuri pentru cablurile interurbane împreună cu materiale textile ca suport pentru armătura de oțel și aluminiu.
La cablurile de inaltă tensiune ca izolație se utilizează și ulei electroizolant.

## Utilizare
După modul de utilizare cablurile pot fi:
- urbane
- interurbane
- de intercomunicație
- speciale;

iar după modul de instalare :
- subterane (în săpătură)
- în canalizație, de fațadă
- aeriene
- subfluviale, submarine

## Caracteristici
După fabricație și în depozite, cablurile sunt supuse unor probe electrice și mecanice: proba de scurtcircuit și atingere între conductoare, proba de continuitate, proba de atingere cu mantaua, proba de izolament, proba de străpungere, proba de presiune, proba de uniformitate a cămășii, proba de dilatare a cămășii cablului.
Parametrii primari:
- Rezistența -- ( Ω/km ).
- Inductanța           -- ( H    ).
  - interioară - depinde de calitățile magnetice ale materialului și frecvența de lucru
  - exterioară - depinde de dimensiunile conductorului

Capacitatea – pentru 1 km, depinde de diametrul conductoarelor și permitivitatea materialului izolant.
Conductivitatea transversală (perditanța) – exprimă pierderile de energie ce se produc datorită imperfecțiunii izolației și distanței mari dintre conductoare, depinde de frecvența de lucru și natura dielectricului. Impedanța caracteristică este raportul dintre tensiunea și intensitatea curentului și exprimă opoziția întâmpinată de o undă electromagnetică în propagarea ei pe un anume circuit. Această mărime nu depinde de lungimea circuitului.
Constanta de propagare caracterizează variația puterii undei electromagnetice în timpul propagării prin circuit.
- BIBLIOGRAFIE: "Webster's Encycl.Dict.", 1993, pag.135.